# ルキウス・アプスティウス・フッロ
ルキウス・アプスティウス・フッロ（ラテン語: Lucius Apustius Fullo、生没年不詳）は紀元前3世紀中期から後期の共和政ローマの政治家・軍人。紀元前226年に執政官（コンスル）を務めた。

## 出自
プレブス（平民）であるアプスティウス氏族の出身。父のプラエノーメン（第一名、個人名）はルキウス、祖父はガイウスである。コグノーメン（第三名、家族名）の「フッロ」はラテン語で「歩く人」を意味し、おそらく一族の職業と関連していると思われる。
フッロは氏族としては唯一の執政官である。その後の数十年間、何人かのアプスティウス氏族の人物が歴史に登場している。紀元前196年の法務官（プラエトル）ルキウス・アプスティウス・フッロは、おそらく息子である。第二次マケドニア戦争中の紀元前200年に執政官プブリウス・スルピキウス・ガルバ・マクシムスがルキウス・アプスティウスに軍の一部を率いさせたという記載がある。彼は紀元前190年にリュキアの戦いで戦死している。紀元前161年には、キュレネとプトレマイオス8世への使節の一人にプブリウス・アプスティウスの名前がある。

## 経歴
紀元前226年、フッロは執政官に就任。同僚執政官はマルクス・ウァレリウス・マクシムス・メッサッラであった。但し、両者の執政官としての業績は不明である。
メッサッラと同様に、フッロも第二次ポエニ戦争に出征したと思われる。ティトゥス・リウィウスは、紀元前215年にタレントゥム（現在のターラント）を守備するレガトゥス（司令官）として、ルキウス・アプスティウスの名前を記録しているが、これはフッロのことと思われる。

## 参考資料

### 古代の資料
- カピトリヌスのファスティ
- ティトゥス・リウィウス『ローマ建国史』
- ポリュビオス『歴史』

### 研究書
- T. Robert S. Broughton : The Magistrates Of The Roman Republic. Volume 1: 509 BC - 100 BC (= Philological Monographs Vol. 15, Part 1, ZDB- ID 418575-4 ). American *Philological Association, New York NY 1951, p. 229, 256, (Unchanged reprint 1968).
- Hans Georg Gundel : Apustius. In: The Little Pauly (KlP). Volume 1, Stuttgart 1964, Sp. 474.
- Elimar Klebs : Apustius 4 . In: Pauly's Realencyclopadie der classischen Antientwissenschaften (RE). Volume II, 1, Stuttgart 1895, Sp. 291 f.